# Єпархія Масіміанополя (Памфілія)
Єпархія Максиміанополя у Памфілії (лат.: Dioecesis Maximianopolitan in Pamphylia) — закрита кафедра Константинопольського патріархату та титулярна кафедра католицької церкви .

## Історія
Массіміанополя в Памфілії, ідентифікований з Тефенні в сучасній Туреччині, є стародавнім єпископським престолом римської провінції Памфілія Друга в цивільній єпархії Азії. Вона входила до Константинопольського патріархату і була суфраганкою архієпархії Перге.
Хоча згадується в Notitiae Episcopatuum патріархату до ХІІ століття, відомі лише два єпископи Максиміанополя: Патрицій, який брав участь у першому Вселенському соборі, що відбувся в Нікеї в 325 році; і Теосевій, який підписав у 458 році лист єпископів Памфілії Другої до імператора Лева I після смерті патріарха Александрійського Протерія.
З 1933 року Массіміанополь в Памфілії входить до списку титульних єпископських престолів Католицької Церкви; титул досі не присуджували.

## Хронотаксис грецьких єпископів
- Патрік † (згадується в 325 р.)
- Теосевій † (згадується в 458 р.)

## Зовнішні посилання
- (англ.) La sede titolare nel sito di www.catholic-hierarchy.org
- (англ.) La sede titolare nel sito di www.gcatholic.org